# Estación de Indias Orientales y China
La Estación de Indias Orientales y China, (en inglés East Indies and China Station) era el nombre por el que se conocía coloquialmente al Commander-in-Chief, East Indies and China.
Esta formación, bajo las órdenes de su Comandante en Jefe, fue un mando subordinado de la Royal Navy desde 1831 hasta 1865. Su área de responsabilidad naval era el Océano Índico y las costas de China con sus ríos navegables.
La unidad quedó establecida en 1831; sus funciones cesaron al separarse en dos mandos: la Base Naval de Indias Orientales y la Base Naval de China en 1865.

## Historia
A la edad de 67 años, Charles Austen fue ascendido a contralmirante el 9 de noviembre de 1846, y fue nombrado comandante en jefe para las Indias Orientales y China el 14 de enero de 1850, izando su bandera al día siguiente. Comandó la expedición británica durante la Segunda Guerra Anglo-Birmana, pero murió de cólera en Prome el 7 de octubre de 1852, a la edad de 73 años. El 30 de abril de 1852, el gobernador general de la India, el marqués de Dalhousie, agradeció a Austen por sus servicios en Birmania, quien posteriormente también registró formalmente su pesar por la muerte de Austen.
En diciembre de 1852, Fleetwood Pellew regresó al servicio activo con su nombramiento como Comandante en Jefe de la Estación de las Indias Orientales y China. Su nombramiento causó cierta preocupación, con dudas sobre la idoneidad de enviar a Pellew, teniendo en cuenta su edad y sus antecedentes, el clima insalubre y la tensa situación diplomática tras el estallido de la Segunda Guerra Anglo-Birmana. Pellew izó su bandera, como símbolo de su mandato, a bordo del HMS Winchester en abril de 1853, y en septiembre de 1854 estaba frente a Hong Kong. Aquí parece haber decidido que no permitiría el permiso para desembarcar hasta que hubiera pasado la peligrosa temporada de fiebres e infecciones, pero se olvidó de dar a conocer su razonamiento a sus hombres. Al parecer, la tripulación estaba sopesando amotinarse, por lo que Pellew les ordenó que quedaran confinados en sus sollados. Cuando éstos se negaron, envió a sus oficiales a la cubierta inferior para obligarlos a obedecer a punta de sable. Varios miembros de la tripulación resultaron heridos y el motín fue sofocado. La noticia de estos eventos fue mal recibida en el Reino Unido, The Times incluyó varios artículos importantes que llamaron la atención sobre el motín en el Winchester y el del Resistance muchos años antes. Pellew fue debidamente llamado a consultas por el Almirantazgo, para nunca jamás volver a servir en la armada británica.
El mandato de James Stirling como Comandante en Jefe de China y las Indias Orientales, y su bandera como Contralmirante de la Flota Blanca, fueron establecidos a bordo del Winchester el 11 de mayo de 1854. Poco después llegó la noticia de que se había declarado la guerra a Rusia (Guerra de Crimea). Stirling estaba ansioso por evitar que los barcos rusos se refugiaran en los puertos japoneses y amenazaran a los barcos aliados y, después de largas negociaciones a través del Magistrado de Nagasaki, concluyó el Tratado de Amistad Anglo-Japonés. En noviembre de 1854 Stirling, con el gobernador de Hong Kong, John Bowring, lideró una flota por el río de las Perlas hasta Cantón para apoyar al virrey de Liangguang (actuales Guangdong y Guangxi) Ye Mingchen y sus fuerzas sitiadas por el ejército de Tiandihui. La flota transportaba armas y municiones, alimentos y refuerzos para la dinastía Qing, quien regía los destinos de China.
En agosto de 1855, durante la Guerra de Crimea, los buques Winchester y Barracouta entraron y cartografiaron por primera vez las aguas del Golfo de Pedro el Grande, mientras buscaban a la escuadra rusa comandada por Vasily Zavoyko.

«En 1856 [Stirling] fue llamado a filas porque había fracasado en el deber naval primario de encontrar y destruir la escuadra rusa, en parte, quizás, debido a su preocupación por la tarea autoimpuesta de negociar con Japón»
William G. Beasley

Bajo el mandato del contraalmirante Michael Seymour después de 1856, sus barcos participaron en operaciones derivadas del ataque al barco costero británico Arrow. Durante la segunda guerra del Opio o "Guerra de las Flechas", en China, Seymour comandó la Batalla del Bogue en noviembre de 1856, ayudó a destruir la flota china en la Batalla de Fatshan Creek en junio de 1857, capturó Cantón en diciembre, y en 1858 capturó los fuertes en el Baihe (río Hai), obligando al gobierno chino a dar su consentimiento al Tratado de Tientsin.

## Comandantes en Jefe
Almirantes al mando de la unidad:
- Vicealmirante Sir John Gore (1831-1834)
- Contraalmirante Sir Thomas Capel (1834-1837)
- Contraalmirante Sir Frederick Maitland (1837-1839) (fallecido durante el mandato)
- Contraalmirante Sir James Gordon Bremer (enero de 1840-julio de 1840)
- Contraalmirante el Honorable Sir George Elliot (julio 1840-noviembre de 1840)
- Contraalmirante Sir James Gordon Bremer (noviembre de 1840-octubre de 1841)
- Contraalmirante Sir William Parker (1841-1844)
- Contraalmirante Sir Thomas John Cochrane (1844-1846)
- Contraalmirante Samuel Inglefield (1846-1848) (fallecido durante el mandato)
- Contraalmirante Sir Francis Augustus Collier (1848-1849) (fallecido durante el mandato)
- Contraalmirante Charles Austen (14 de enero de 1850- 7 de octubre de 1852) (fallecido durante el mandato)
- Contraalmirante Sir Fleetwood Pellew (diciembre de 1852-1854)
- Contraalmirante Sir James Stirling (1854-1856)
- Contraalmirante Sir Michael Seymour (1856-1859)
- Contraalmirante Sir James Hope (1859-1862)
- Contraalmirante Sir Augustus Leopold Kuper (1862-1864)
- Contraalmirante Sir George King (1864-1865)